# Diphyus bagdadensis
Diphyus bagdadensis là một loài tò vò trong họ Ichneumonidae.